# Jobo (equip ciclista)
L'equip Jobo va ser un equip ciclista francès que competí professionalment entre el 1974 i 1978, amb la pausa de l'any 1977.

## Principals resultats
- Gran Premi de Plumelec: Roger Pingeon (1974)

### A les grans voltes
- Volta a Espanya
  - 0 participacions:

- Tour de França
  - 4 participacions (1974, 1975, 1976, 1978)
  - 2 victòries d'etapa:
    - 1 el 1974: Francis Campaner
    - 1 el 1978: Mariano Martinez

  - 0 victòries final:
  - 1 classificacions secundàries:
    - Gran Premi de la muntanya: Mariano Martinez (1978)

- Giro d'Itàlia
  - 0 participacions